# طواف إسبانيا 1978
طواف إسبانيا 1978 هو سباق دراجات هوائية أقيم في إسبانيا بتاريخ 25 أبريل – 14 مايو، تكون السباق من 19 مرحلة وامتدّ لمسافة 2,995 كم، استغرق السباق 85 ساعة 24 دقيقة 14 ثانية. فاز به الفرنسي بيرنار إينو.

## الترتيب
| م                     | الدرّاج      | البلد | الزمن                     |
| --------------------- | ----------- | ----- | ------------------------- |
| الفائز بالترتيب العام | بيرنار إينو | فرنسا | 85 ساعة 24 دقيقة 14 ثانية |